# Tempus-Aspekt-Modus-Morphem (TAM)
Unter dem Oberbegriff Tempus-Aspekt-Modus-Morphem oder TAM-Morphem werden in der Linguistik Flexionsmorpheme zusammengefasst, die die grammatischen Kategorien Tempus, Aspekt oder Modus ausdrücken. Da die Abgrenzung dieser drei Kategorien voneinander in vielen Sprachen schwierig ist, bzw. die morphologischen Mittel hierzu miteinander zusammenhängen, wurde dieser Oberbegriff geschaffen.
Östen Dahl macht ferner den Vorschlag, die Kategorie Evidentialität in diesen Oberbegriff aufzunehmen, und spricht daher von TAME-Morphemen.